# Puka Puka
Ne doit pas être confondu avec Pukapuka (îles Cook).
Pour l’article homonyme, voir Puka Puka (Polynésie française).
Puka Puka ou encore Pukapuka est un atoll situé dans le sous-groupe des îles du Désappointement à l'extrémité nord-est des îles Tuamotu en Polynésie française, en faisant l'un des atolls les plus isolés de la collectivité. Celui-ci est le chef-lieu de la commune de Puka Puka.

## Géographie

### Situation

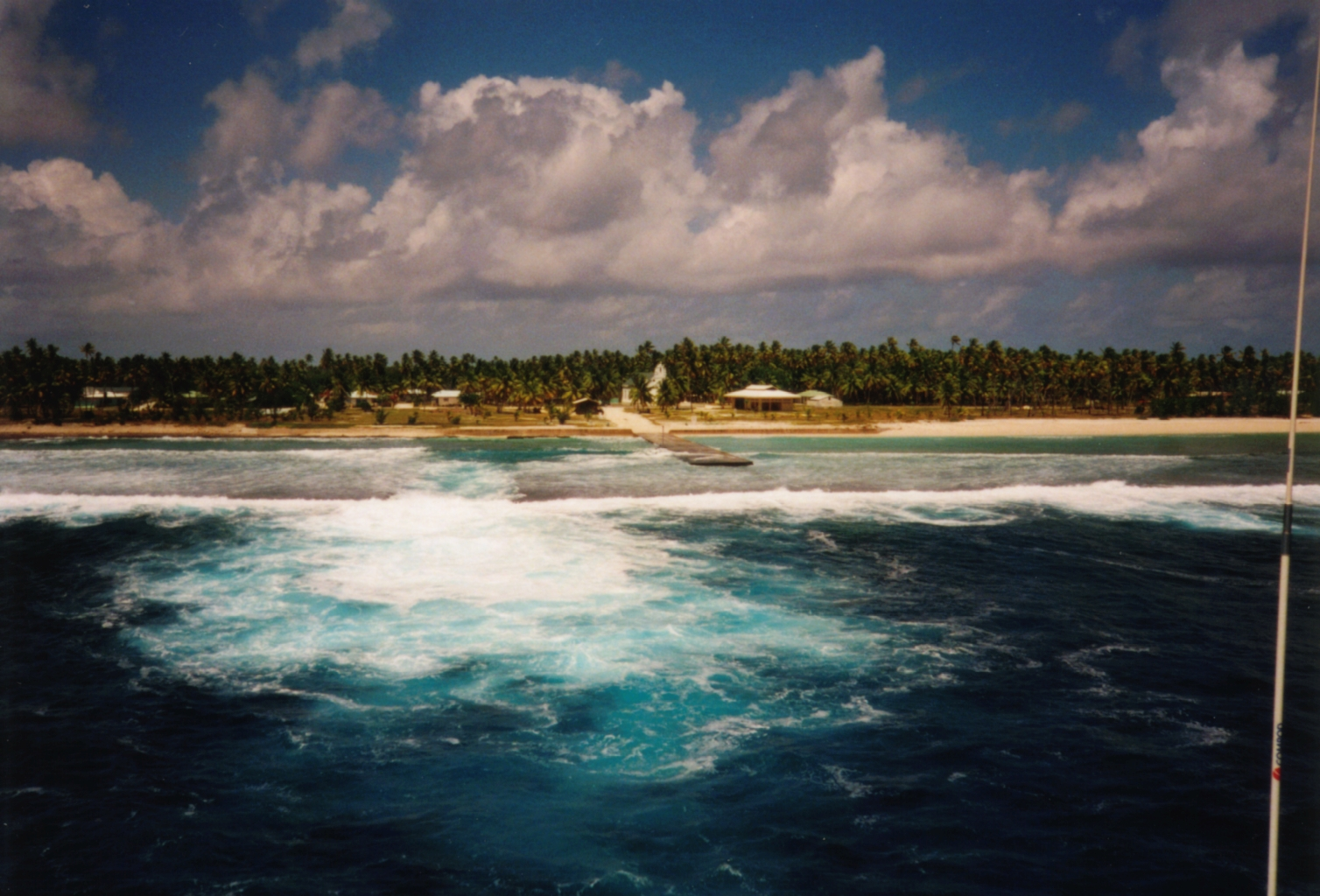
Vue du village de Te One Mahina.

L'île est située à 160 km au nord-est de Fakahina, l'île la plus proche, à 260 km au sud-est de Napuka et à 1 150 km à l'est de Tahiti. Puka Puka est un atoll de 6,3 km de longueur et de 3,7 km de largeur maximales pour une surface de terres émergées d'environ 5 km2. Son petit lagon a une superficie de 2 km2, sans réelle passe permettant la communication avec l'océan.

### Géologie
D'un point de vue géologique, l'atoll est l'excroissance corallienne (de 265 mètres) du sommet du petit mont volcanique sous-marin homonyme, qui mesure 3 380 mètres depuis le plancher océanique, formé il y a 41,5 à 41,9 millions d'années.

### Démographie
En 2017, la population totale de Puka Puka est de 163 personnes, principalement regroupées dans le village de Te One Mahina situé à l'ouest de l'atoll ; son évolution est la suivante :
| 166                                                     | 195 | 175 | 177 | 164 | 166 | 163 |
| Sources ISPF et Gouvernement de la Polynésie française. |     |     |     |     |     |     |

Isolé, cet atoll présente la particularité, dans les Tuamotu, d'avoir une population qui parle le marquisien (les îles Marquises sont situées à environ 500 km au nord) et non le paumotu[réf. nécessaire].

## Histoire

### Découverte par les Européens
Puka Puka aurait été potentiellement approché par Fernand de Magellan en janvier 1521 lors de son tour du monde et correspondrait à l'île San Pablo des « îles Infortunées ». La première mention attestée de l'atoll est faite par les explorateurs hollandais Willem Schouten et Jacob Le Maire qui l'abordent le 10 avril 1616 et le nomme Hounden Eiland,. L'atoll est visité par le navigateur russo-allemand Otto von Kotzebue le 16 avril 1816 qui le signale comme « île Douteuse ». Il est ensuite mentionné par Robert FitzRoy le 9 novembre 1835 puis par l'explorateur américain Charles Wilkes le 19 août 1839 lors de son expédition australe. Elle est appelée lors de ces deux derniers voyages Dog Island ou Hondon Island,.

### Période contemporaine
Vers 1850, Puka Puka devient un territoire français. Au début du XXe siècle, l'atoll est évangélisé – principalement sous l'action d'Henri Bodin et du père Audran – avec la fondation de la paroisse Sainte-Jeanne-d'Arc en 1916, puis la construction de l'église homonyme en 1954 rattachée au diocèse de Papetee.
Le 30 juillet 1947, Puka Puka est le premier morceau de terre ferme qu'aperçoivent Thor Heyerdahl et les autres membres d'équipage du Kon-Tiki après 6.700 km parcourus et 97 jours de mer depuis leur départ du Pérou.
Le 6 février 1992, le cyclone Cliff (en) dévaste l'atoll.

## Économie

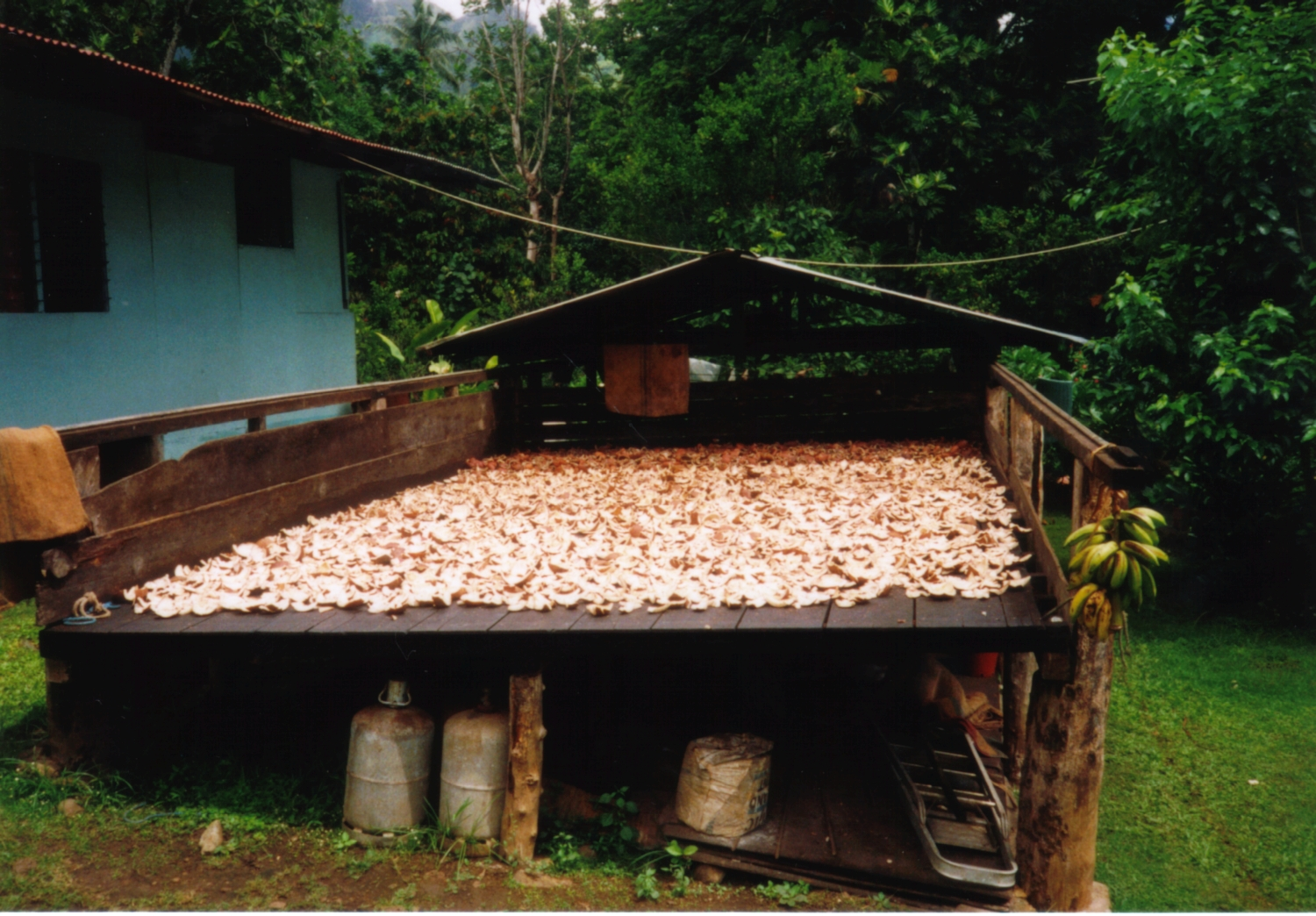
Séchage de coprah à Puka Puka.

L'économie de l'atoll est essentiellement basée sur l'exploitation de la noix de coco et de la coprah avec la replantation intégrale, à la fin des années 1990, des cocotiers qui recouvrent une bonne partie de Puka Puka. Depuis le début du XXe siècle – quand furent plantés plus de 35 000 cocotiers et déplacés pour leur exploitation de nombreux habitants en provenance de Fakahina – l'atoll est en la matière l'un des plus productifs des Tuamotu.
Depuis 1979, l'atoll possède également un aérodrome avec une piste de 950 mètres de longueur. À la suite des inondations survenues en août 2011, la piste endommagée est rénovée afin de désenclaver cet atoll qui est l'un des plus isolés de la Polynésie française. Il accueille, en moyenne, environ 100 vols et 1 200 passagers par an, dont la moitié en transit.